# Концертный зал Чань Шунь
Концертный зал Чань Шунь — это концертный зал, который находится в Центре Чань исполнительных видов искусства при Университете Британской Колумбии.
Названный в честь главы семьи Чань, концертный зал Чань Шунь является домом различных представлений и искусств круглый год, от концертов классической и джазовой музыки до авангардных театральных и оперных представлений, до кинопоказов и фестивалей. Центр Чань часто организовывает вместе с другими группами искусства Ванкувера, Британской Колумбии для совместного показа концертов всемирно известных исполнителей.

## Характеристика
- 1 185 мест, плюс 180 мест на хорах галерки над сценой[1]
- 37-тоновый акустический купол, который может приспосабливаться под различные музыкальные стили
- оркестровая яма с механическим лифтом
- моторизованные, звукопоглощающие тканевые плакаты для акустической маскировки стен
- 2 рояля: девятифутовый Steinway и семифутовый, шестидюймовый Yamaha